# Боги речного мира (фильм, 2003)
«Боги речного мира» (англ. Riverworld) — научно-фантастический полнометражный пилотный эпизод из сериала, который так и не был снят. Он вышел на канале Sci-Fi Channel в 2003 году. Фильм снят по мотивам книг Филипа Хосе Фармера из цикла «Мир Реки». Постановка началась в 2001 году.

## Сюжет
В 2009 году метеоритный дождь над землей уносит жизнь астронавта Джефа Хэйла (Бред Джонсон). Он просыпается в нефритовом пузыре под водой. Загадочная фигура в плаще пронзает его пузырь посохом, дотрагиваясь до его лба, насильно заполняя разум видениями. Изумлённый и в муках, он вскоре обнаруживает себя ползущим голым по пляжу, устланному металлическими контейнерами; в контейнерах содержится одежда унисекс. Вскоре сотни людей с разных стран и исторических эр появляются из воды, также голые, и они начинают разбирать контейнеры. Как ни странно, они говорят на одном общем языке, все, кроме одинокого неандертальца, который не умеет говорить.
Хэйл узнает, что видимый мир — это берег огромной реки. Все, кто хоть когда-нибудь жил на Земле в любое время в истории, подходит, чтобы начать новую жизнь в Мире Реки (даже если этот субъект — космический пришелец, который во время смерти находился на Земле). Не сразу становится ясно, чем является Мир Реки: небесами, другой планетой или другим измерением. Загадочные фигуры в плащах выглядят мимолетными, но их цель неясна. Есть достаточное количество еды, а климат мягок. Потребность в убежище легко обеспечить доступными ресурсами и простой ручной работой.
Неандертальца впоследствии убивает мужчина, представившийся как Люций Домиций Агенобарб (Джонатан Кейк). Люций известен в истории как Нерон, хотя он вначале притворяется простым римским солдатом. Жестокость Нерона даёт ему возможность прийти к власти по округе; его слава римского императора даёт ему контроль над несомненным большинством римлян этой ближайшей части Мира Реки.
Хэйл встречает множество других исторических знаменитостей, таких как надменный и самоуверенный Сэмюэл Клеменс (Камерон Дейду), который строит пароход, чтобы исследовать реку.
Нерон, потенциальный союзник, обойдя опасного врага, намеревается использовать пароход Клеменса, чтобы расширить своё владычество вдоль реки. Он берёт в плен Хэйла и его товарищей, заставляя Клеменса показать ему, как управлять судном. Хэйл и другие в конечном итоге побеждают Нерона и его людей, возвращая себе пароход. Хэйл убивает самолично Нерона, впервые убив тем самым человека, но он боится, что этого надолго не хватит. Они направляются вверх по течению, чтобы изучить тайны Мира Реки.
Однако вскоре становится ясно, что если тебя убьют, то ты снова возрождаешься, на примере Нерона, который воскресает в новом теле где-то ещё на берегу реки…

## В ролях
- Бред Джонсон[англ.] — Джеф Хэйл, астронавт
- Эмили Ллойд — Элис Лидлл (Alice Lidell Hargreaves)
- Карен Холнесс — Мали, погибшая африканская рабыня
- Brian Moore — Манат, пришелец
- Cameron Daddo — Сэм, предводитель сообщества, строящий корабль
- Джонатан Кейк — Нерон, император Рима
- Paolo Rotondo — Флавиус, начальник стражи Нерона
- Patrick Kake — Tane
- Colin Moy — Langer
- Lloyd Edvards — пришелец в чёрном балахоне (в титрах mysterious stranger)
- Джереми Бирчалл — Лев, польский учёный
- Nikita Kearsley — немая девочка
- Кевин Смит — Вальдемар, вождь вандалов
- Slade Leef — неандерталец